# غاب دونغ (مسلسل)
غاب دونغ (هانغل: 갑동이؛ رومنة كورية منقحة: Gapdongi؛ لغة إنجليزية: Gap-dong) هو مسلسل كوري جنوبي عرض في 2014 وبطولة يون سانغ-هيون؛ سونغ دونغ-ايل، كيم مين جونغ، كيم جي وون ولي جون. تم بثه على قناة الكابل تي في إن من 11 أبريل إلى 14 يونيو من عام 2014 يومي الجمعة والسبت في الساعة 20:40 على 20 حلقة.
المسلسل مستند على جرائم قتل هواسونغ المتسلسلة الحقيقية التي لم تحل، التي تنطوي على اغتصاب وقتل عشر نساء من 1986 إلى 1991 في حي تايان حي في مدينة هواسونغ. الجريمة أيضاً ألهمت فيلم ذكريات القتل الذي عرض في 2003.

## التقييم
| الحلقة  | تاريخ البث الأصلي | تقييم AGB Nielsen | تقييم AGB Nielsen |
| الحلقة  | تاريخ البث الأصلي | متوسط التقييم     |                   |
| ------- | ----------------- | ----------------- | ----------------- |
| 1       | 11 أبريل، 2014    | 1.51%             |                   |
| 2       | 12 أبريل، 2014    | 1.98%             |                   |
| 3       | 25 أبريل، 2014    | 1.37%             |                   |
| 4       | 26 أبريل، 2014    | 1.64%             |                   |
| 5       | 2 مايو، 2014      | 1.77%             |                   |
| 6       | 3 مايو، 2014      | 1.76%             |                   |
| 7       | 9 مايو، 2014      | 1.81%             |                   |
| 8       | 10 مايو، 2014     | 2.32%             |                   |
| 9       | 16 مايو، 2014     | 1.72%             |                   |
| 10      | 17 مايو، 2014     | 2.00%             |                   |
| 11      | 23 مايو، 2014     | 1.89%             |                   |
| 12      | 24 مايو، 2014     | 2.08%             |                   |
| 13      | 30 مايو، 2014     | 1.68%             |                   |
| 14      | 31 مايو، 2014     | 1.91%             |                   |
| 15      | 6 يونيو، 2014     | 2.32%             |                   |
| 16      | 7 يونيو، 2014     | 2.23%             |                   |
| 17      | 13 يونيو، 2014    | 1.85%             |                   |
| 18      | 14 يونيو، 2014    | 2.17%             |                   |
| 19      | 20 يونيو، 2014    | 2.07%             |                   |
| 20      | 21 يونيو، 2014    | 2.13%             |                   |
| المتوسط | المتوسط           | 1.91%             |                   |

## الجوائز والترشيحات
| العام | جائزة                  | الفئة          | المستلم | نتيجة |
| ----- | ---------------------- | -------------- | ------- | ----- |
| 2014  | حفل جوائز كوريا السابع | أفضل ممثل جديد | لي جون  |       |

## البث الدولي
تم بثت المسلسل في تايلاند على تلفزيون Workpoint ابتداءً من 9 مارس 2015.

## وصلات خارجية
- Gap-dong الرسمي موقع تي في نسخة محفوظة 8 نوفمبر 2016 على موقع واي باك مشين. (الكورية)
- Gap-dong على هانسينما
- غاب-دونغ على موقع IMDb (الإنجليزية)
- غاب-دونغ على موقع نتفليكس (الإنجليزية)
- غاب-دونغ على موقع كينوبويسك (الروسية)
- غاب-دونغ على موقع قاعدة بيانات الفيلم (الإنجليزية)
- Gap-dong webtoon (الكورية)